# 570 (číslo)
Pět set sedmdesát je přirozené číslo. Následuje po čísle pět set šedesát devět a předchází číslu pět set sedmdesát jedna. Římskými číslicemi se zapisuje DLXX a řeckými číslicemi φο.

## Matematika
570 je:
- Abundantní číslo
- Složené číslo
- Nešťastné číslo

## Astronomie
- (570) Kythera je planetka hlavního pásu, kterou objevil v roce 1905 Max Wolf

## Roky
- 570
- 570 př. n. l.